# Gojko Pijetlović
Gojko Pijetlović (Novi Sad, 7. kolovoza 1983.), srbijanski vaterpolist i igrač beogradske Crvene zvezde. Brat Duško također je srbijanski reprezentativac. Proglašen je najboljim vratarem Europskog prvenstva 2014. koje se održalo u Budimpešti i na kojem je Srbija osvojila zlato.